# Manulea paniculata
Manulea paniculata är en flenörtsväxtart som beskrevs av George Bentham. Manulea paniculata ingår i släktet Manulea och familjen flenörtsväxter. Inga underarter finns listade i Catalogue of Life.